# Grafschaft Brionne
Die Grafschaft Brionne mit dem Zentrum Brionne in der Normandie bestand ab dem Ende des 10. Jahrhunderts erst als normannisches Lehen, ab dem Ende des 13. Jahrhunderts dann als französisches Lehen.
Richard I. († 996), der erste Herzog der Normandie, gab Brionne seinem ältesten Sohn Geoffroy de Brionne, der nach dem Tod seines Vaters zusätzlich die Grafschaft Eu erhielt; als Geoffroy um 1015 starb, folgte ihm sein Sohn Gilbert, vermutlich ebenfalls mit dem Grafentitel. Gilbert wurde 1040 oder 1041 ermordet, kurz nachdem er zum Grafen von Eu ernannt worden war. Der Titel wurde nicht an Gilberts Söhne Richard FitzGilbert († 1090, 1075 Regent von England) oder Baudouin de Meules vererbt.
Wilhelm der Eroberer übertrug Brionne an Guy, einen nach einer Verschwörung enterbten Verwandten. Wilhelms Sohn Herzog Robert von der Normandie vergab das Land dann an den Grafen Robert von Beaumont-le-Roger († 1118); dessen Enkel Robert II. wurde 1203 abgesetzt, als die Franzosen unter Philipp August die Normandie eroberten.
Im Jahr 1287 übergab dann König Philipp III. die Grafschaft an Graf Jean II. d’Harcourt, an dessen Nachkommen sie weitervererbt wurde. Als Jean VII. d’Harcourt 1452 starb, wurde sein Nachlass zwischen seinen Töchtern Marie d’Harcourt, Ehefrau von Antoine de Lorraine, Graf von Vaudémont, die Brionne erbte, und Jeanne d’Harcourt, Ehefrau von Jean III de Rieux, die Harcourt erbte, aufgeteilt.
Die Herrschaft über Brionne wurde dann bis zur Revolution im Haus Lothringen, Zweig Elbeuf, dann Armagnac vererbt.

## Grafen von Brionne

### Rolloniden
- Geoffroy de Brionne, † um 1015, Graf von Brionne, Sohn von Richard I., Herzog der Normandie
- Gilbert de Brionne, dessen Sohn, ermordet 1040
- Guido (Guy)
- Robert I. de Beaumont, † 1118, Graf von Meulan, 1107 Earl of Leicester, Graf von Brionne
  - Galéran IV., † 1166, Graf von Meulan, 1138 Earl of Worcester
- Robert II de Beaumont, † 1204, Graf von Meulan, Graf von Brionne, 1203 abgesetzt

### Haus Harcourt
- Jean II. Graf von Harcourt, 1283 Marschall von Frankreich, 1287 Graf von Brionne
- Jean III. d’Harcourt († 1329), dessen Sohn
- Jean IV. d’Harcourt († 1346), dessen Sohn
- Jean V. d’Harcourt († 1355), dessen Sohn
- Jean VI. d’Harcourt († 1389), dessen Sohn
- Jean VII. d’Harcourt († 1452), dessen Sohn
- Marie d’Harcourt († 1476), dessen Tochter; ⚭ Antoine de Vaudémont († 1458)

### Haus Lothringen
- Ferry de Vaudémont († 1472), deren Sohn
- René II. (1451–1508), deren Sohn, Herzog von Lothringen
- Claude de Lorraine (1496–1550), dessen Sohn, Duc de Guise
- Charles de Lorraine (1556–1605), dessen Sohn, Duc d’Elbeuf
- Henri de Lorraine (1601–1666), dessen Sohn, Comte d’Harcourt
- Louis de Lorraine (1641–1718), dessen Sohn
- Henri de Lorraine (1661–1713), dessen Sohn
- Louis de Lorraine (1692–1743), dessen Sohn
- Louis Charles de Lorraine (1725–1761), dessen Sohn
- Charles Eugène de Lorraine (1759–1812), dessen Sohn